# Мекрін
Мекрін (араб. مقرين) — місто в Тунісі. Входить до складу вілаєту Бен-Арус. Станом на 2004 рік тут проживало 24 031 особа.
У Мекріні знаходиться центральний офіс Monoprix (Туніс).